# Bliżyn (stacja kolejowa)

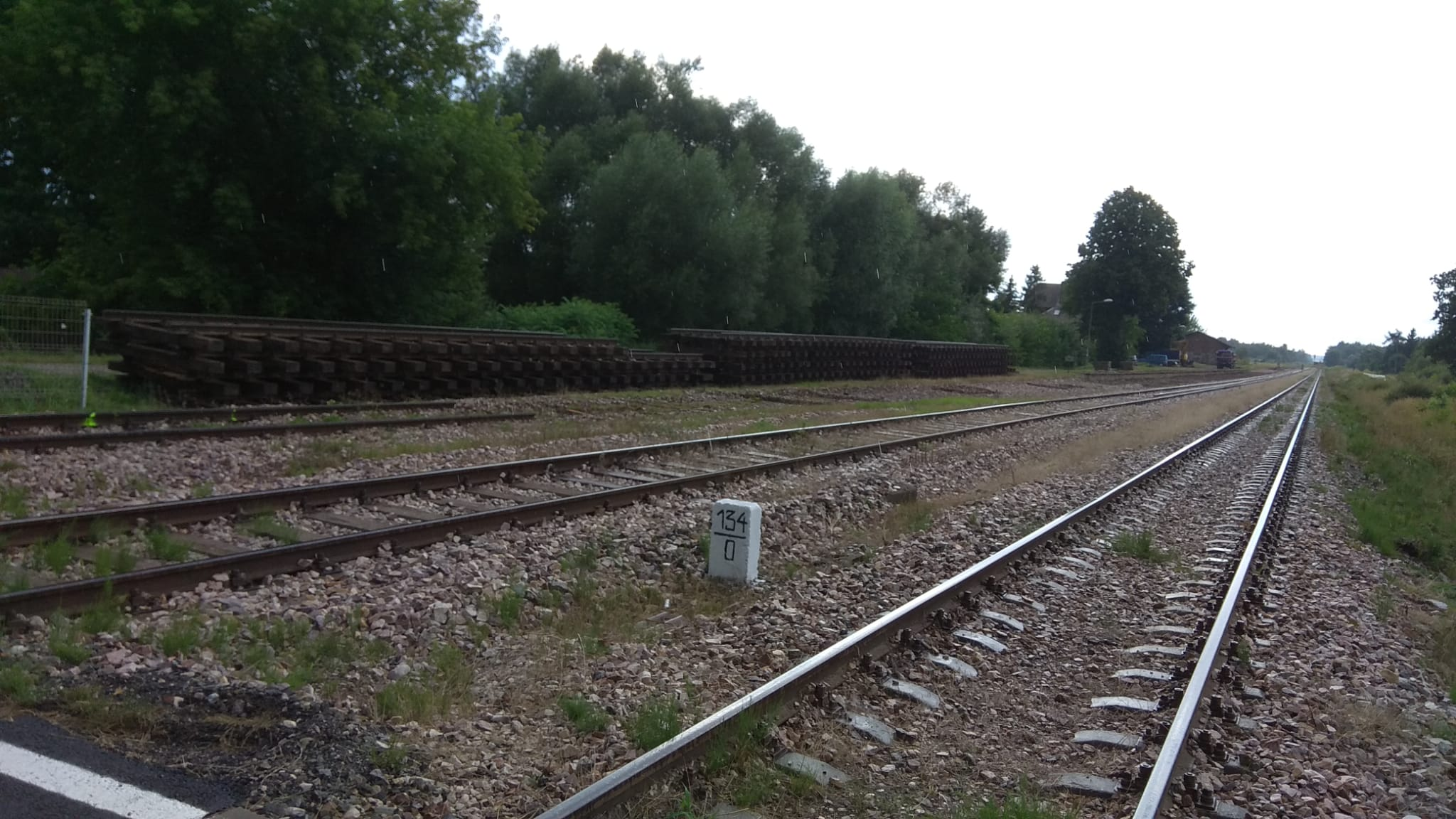
Widok na stację przed modernizacją w 2021

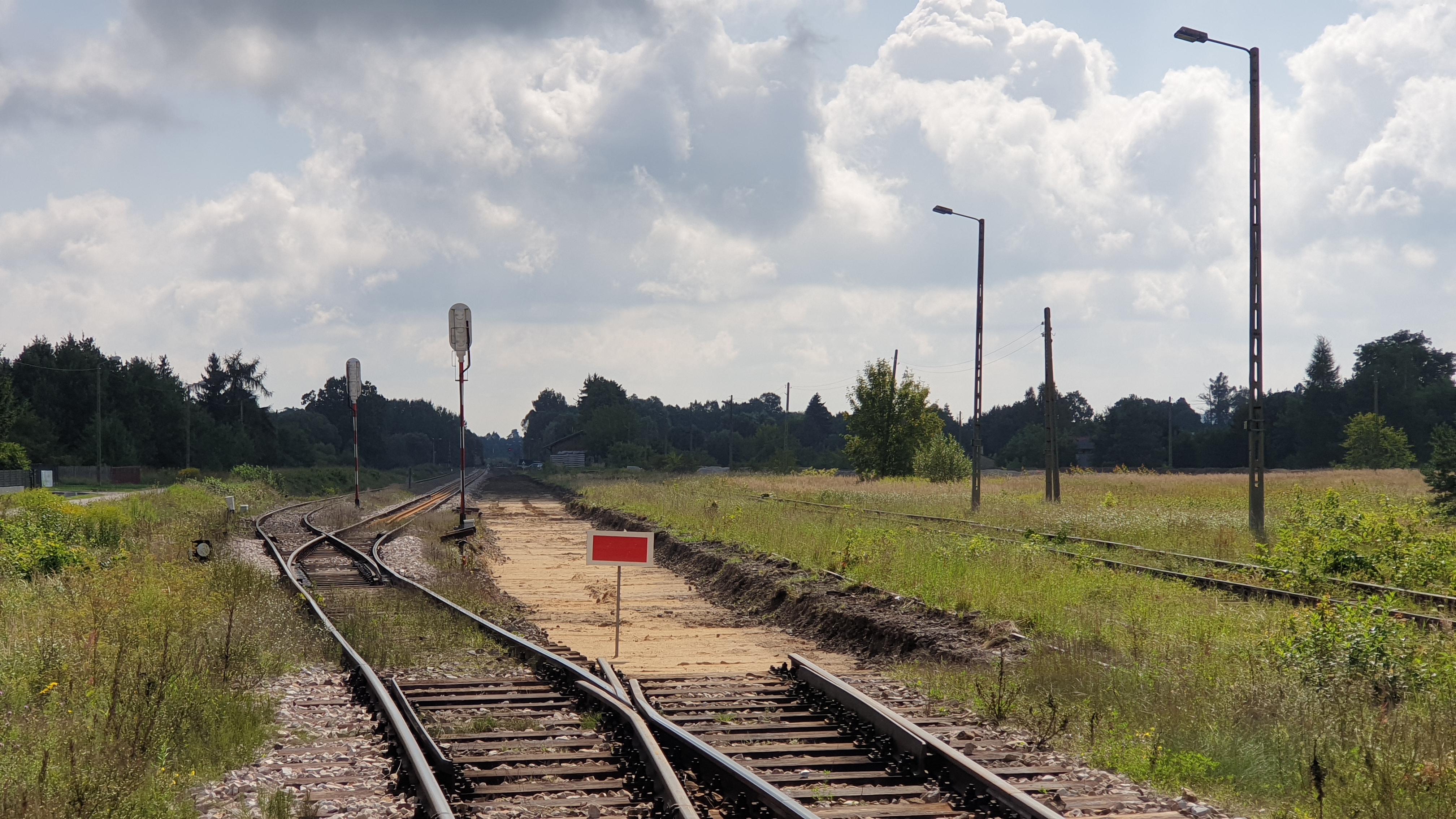
Modernizacja torów w 2021 r.

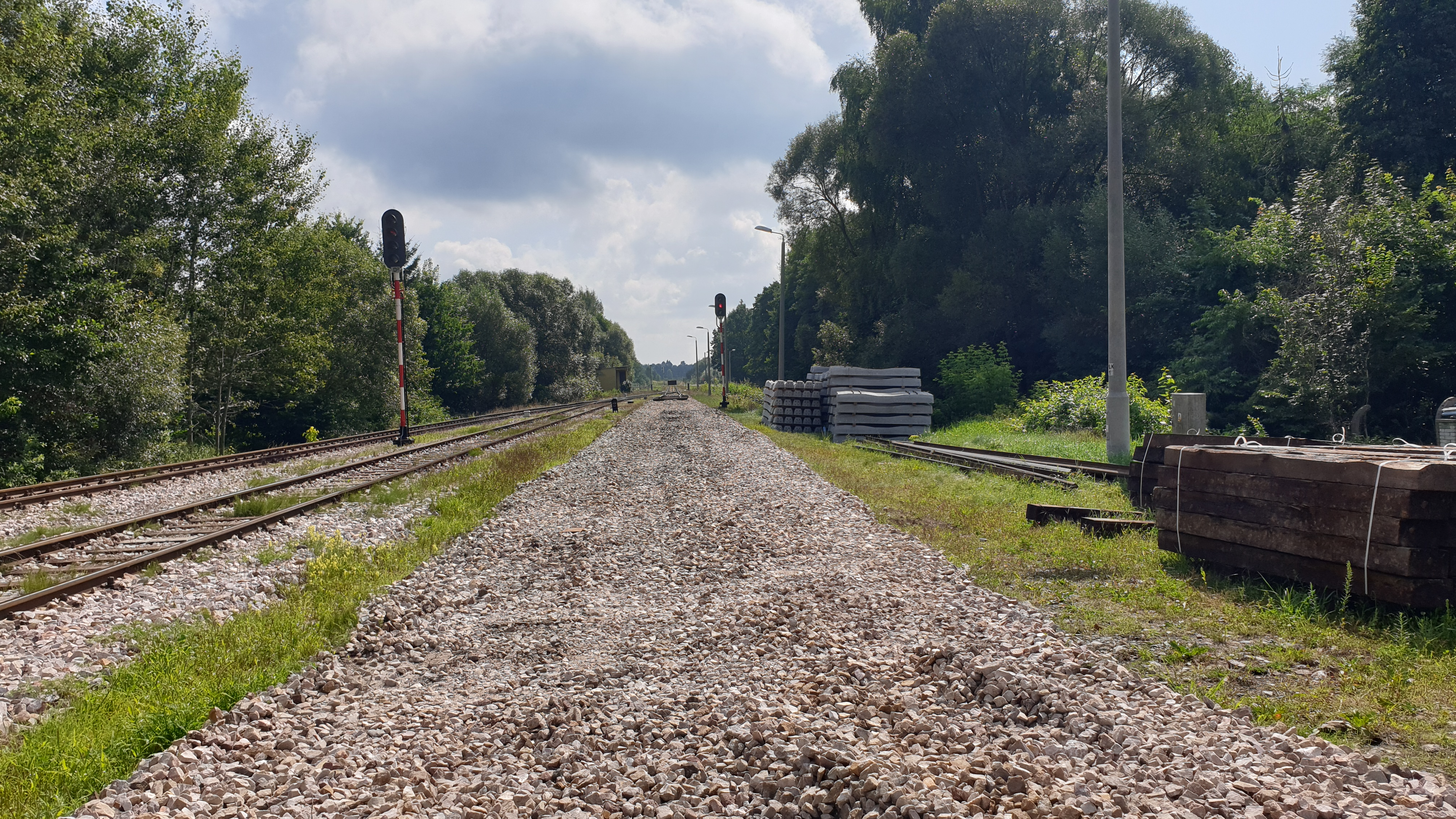
Modernizacja torów w 2021 r.

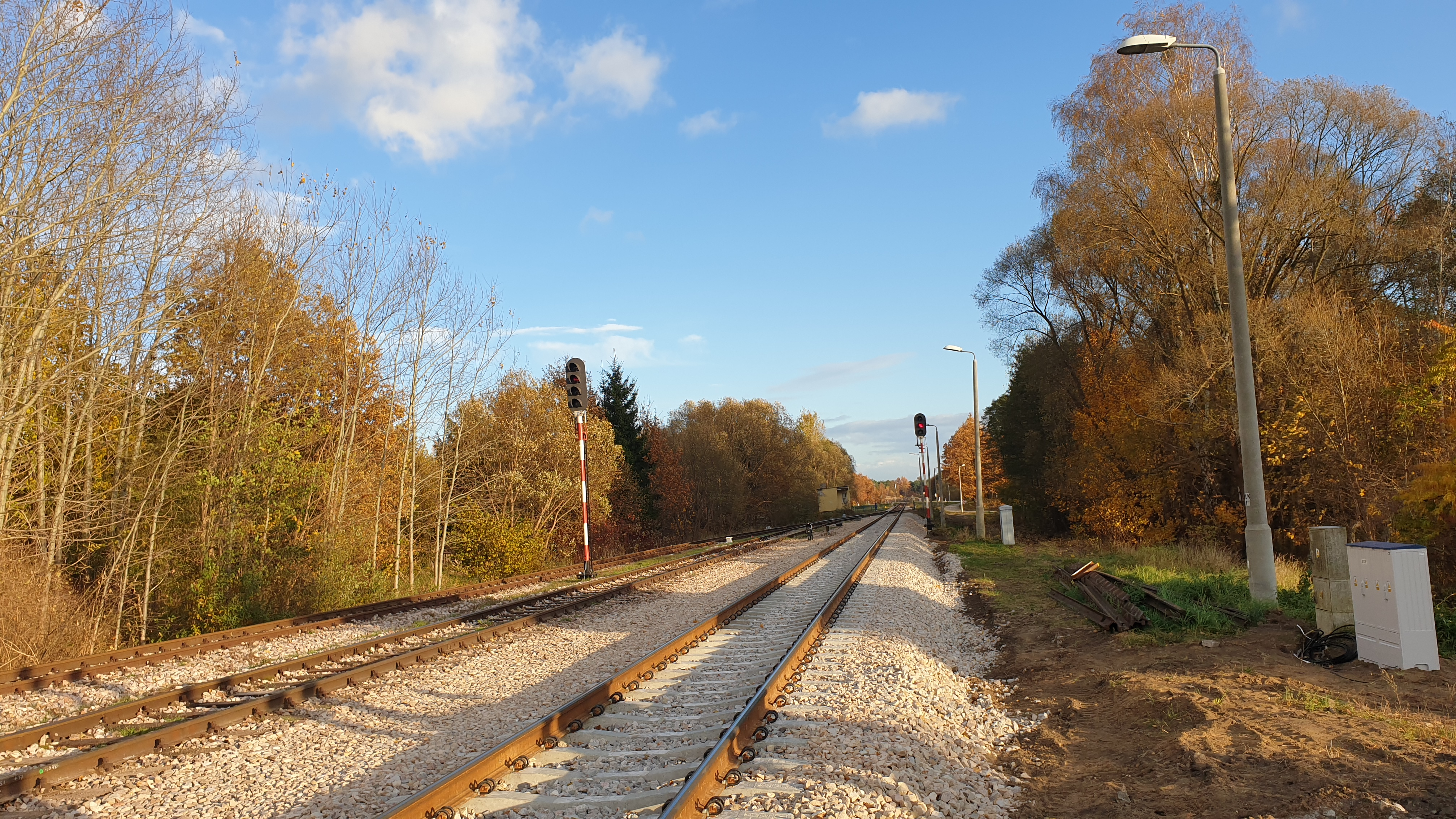
Zmodernizowany tor, grudzień 2021

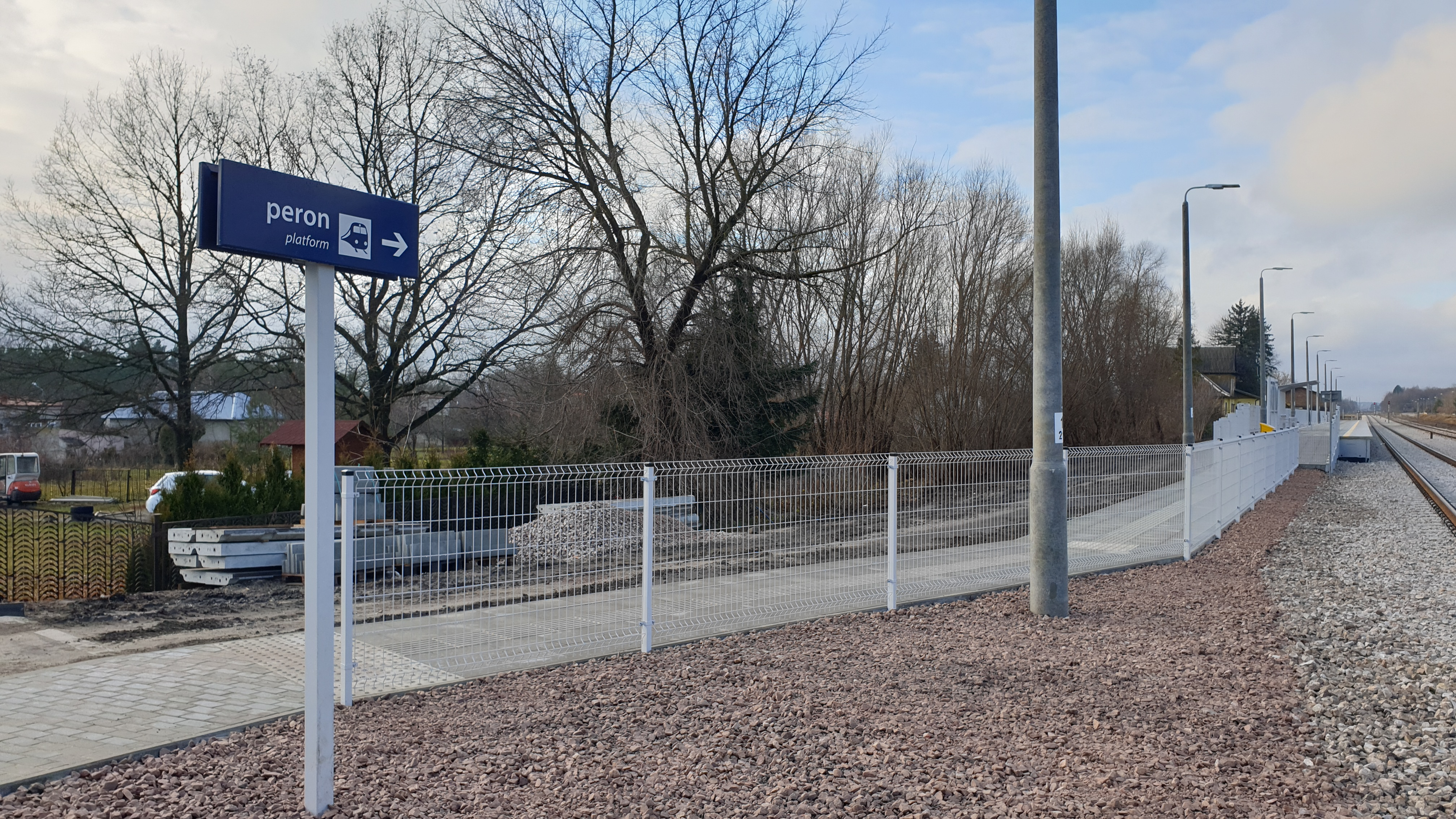
Zmodernizowana stacja, grudzień 2021

Bliżyn – stacja kolejowa w Bliżynie, w województwie świętokrzyskim, w Polsce. 

## Ruch pasażerski
| Rok  | Wymiana pasażerska na dobę |
| ---- | -------------------------- |
| 2017 | –                          |
| 2022 | 20-49                      |

Stację otwarto w 1885 roku, jako część kolei Iwangorodzko-Dąbrowskiej. Do 1 sierpnia 2009 roku na stacji zatrzymywały się pociągi jeżdżące na trasie ze Skarżyska-Kamiennej do Opoczna i Tomaszowa Mazowieckiego. W czwartym kwartale 2021 stacja została zmodernizowana (peron 150 m długości, 4 m szerokości, 76 cm wysokości wraz z ciągiem komunikacyjnym do przejazdu, wygrodzeniem. Peron wyposażony został w wiatę, ławki, kosze na śmieci oraz tablice i gabloty informacyjne.Są także 3 stojaki na rowery. W ramach prac kompleksowo wymieniona została nawierzchni przejazdu kat. A. w torze nr. 1 wraz z asfaltowaniem, powstał chodnik przez przejazd kolejowy łączący obie części ul. Szydłowieckiej). Wykonawca na stacji Bliżyn zrealizował roboty rozbiórkowe toru nr 1 na łącznej długości 782 metrów. Zerwana została stara nawierzchnia torowa, zabrane stare drewniane podkłady. W to samo miejsce wyłożono geowłóknina, warstwa wzmacniająca z niesortu oraz tłucznia wraz z nowymi podkładami strunobetonowymi. Zgodnie z harmonogramem prace miały zakończyć się do 14 września 2021 r.. Ostatecznie prace zakończyły się w grudniu 2021 r.
Od 12 grudnia 2021 roku odcinek linii kolejowej nr 25 na którym znajduje się stacja jest ponownie otwarty dla ruchu osobowego w kierunkach: Skarżysko - Kamienna, Końskie, Opoczno, Tomaszów Mazowiecki, Koluszki, Łódź Kaliska.
Stacja wyposażona jest w trzy tory główne. Posiada ponadto tory boczne, m.in. do nieczynnej bocznicy zakładu przetwórstwa węgla oraz do rampy z magazynem (częściowo rozebrane).
Obecnie na stacji funkcjonuje nastawnia dysponująca Bl, znajdująca się w budynku dworca, z której obsługiwane są wszystkie rozjazdy w obrębie stacji, a także rogatki na przejeździe kolejowo-drogowym przebiegającym przez tory stacyjne. Nastawnie wykonawcze Bl1 i Bl2, znajdujące się odpowiednio przy zachodniej i wschodniej głowicy rozjazdowej stacji, zostały rozebrane w ramach prac modernizacyjnych w 2021 roku. Stacja wyposażona jest w semafory i tarcze świetlne oraz rozjazdy sterowane elektrycznie.

## Galeria

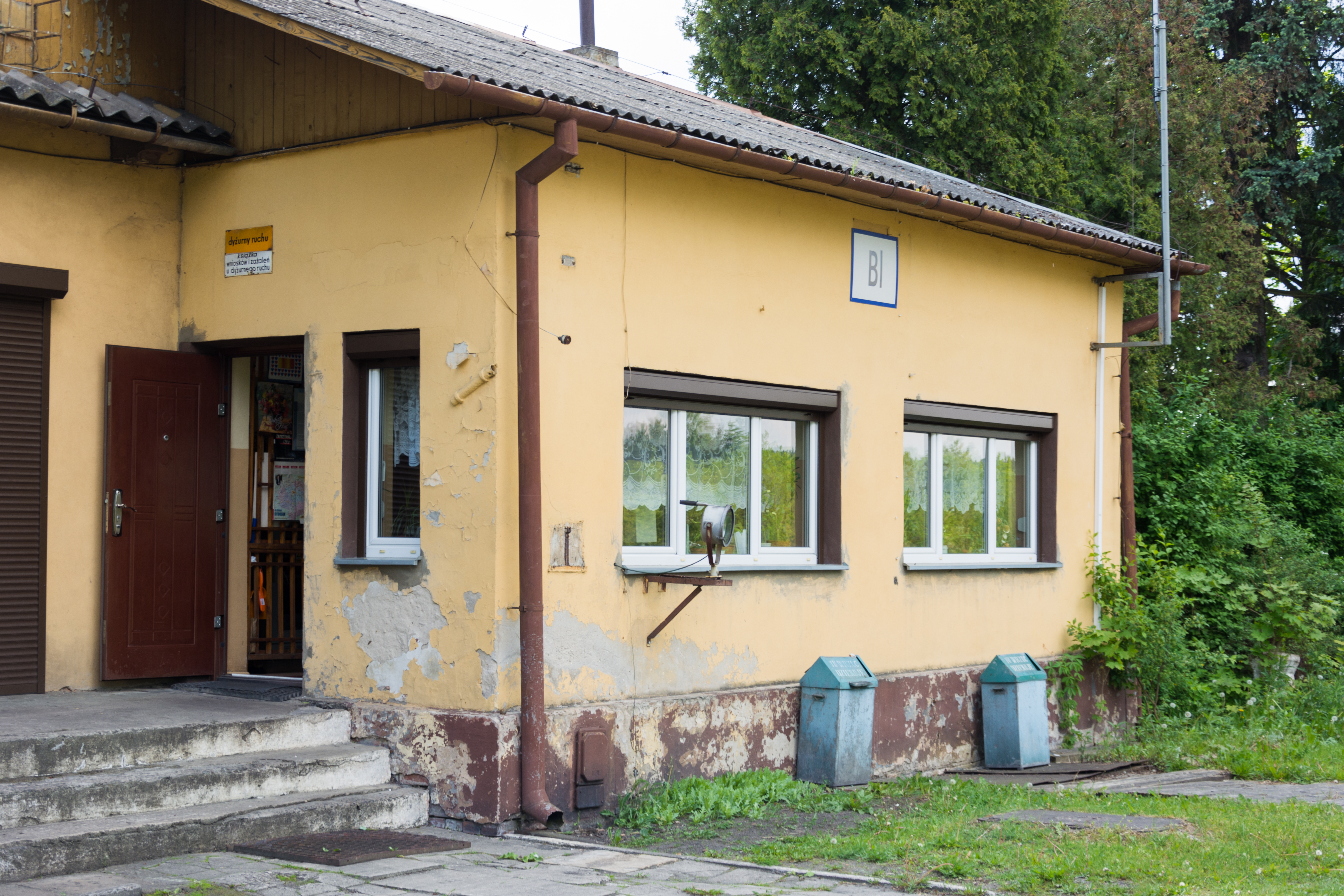
Nastawnia Bl
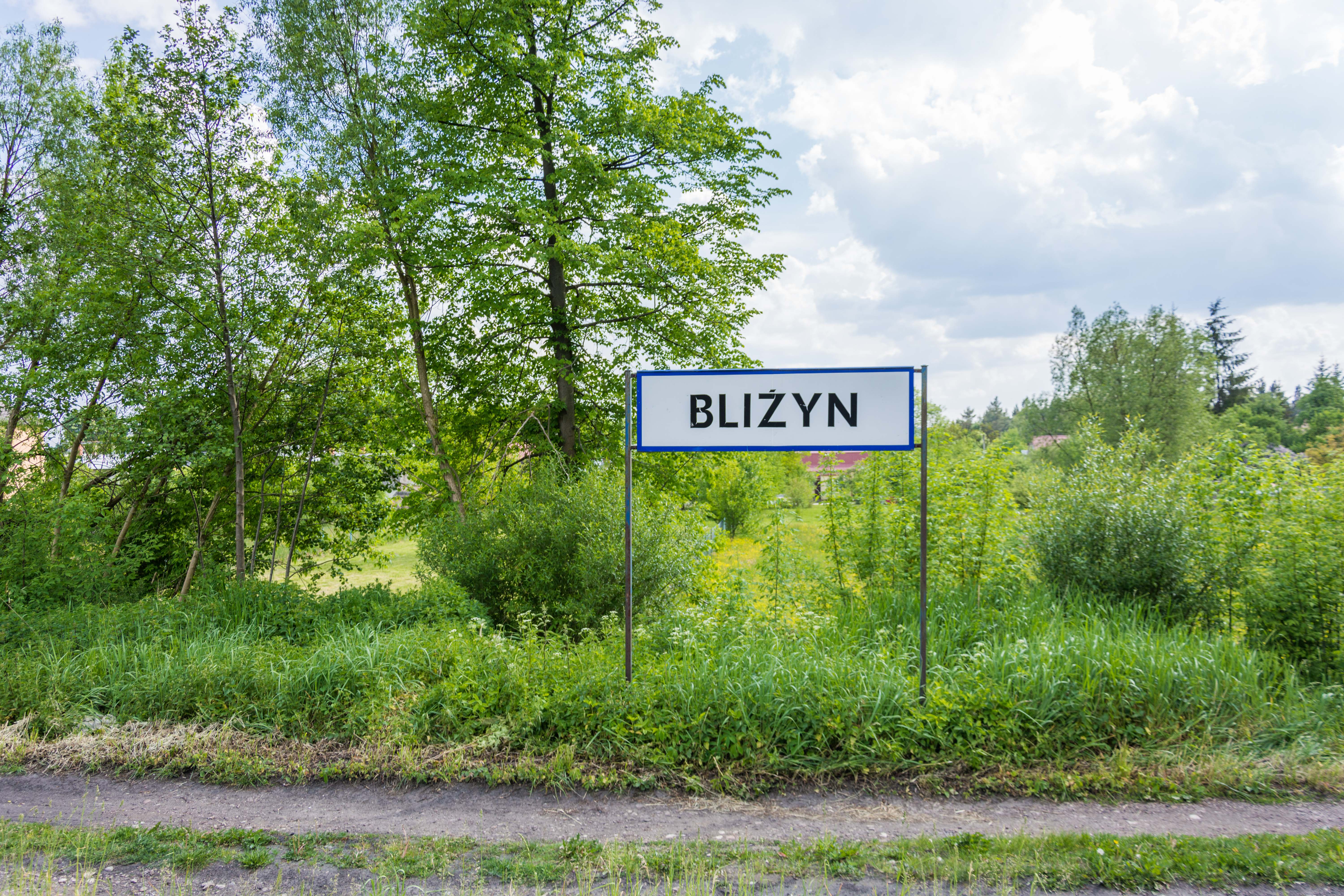
Jedna z tablic z nazwa stacji
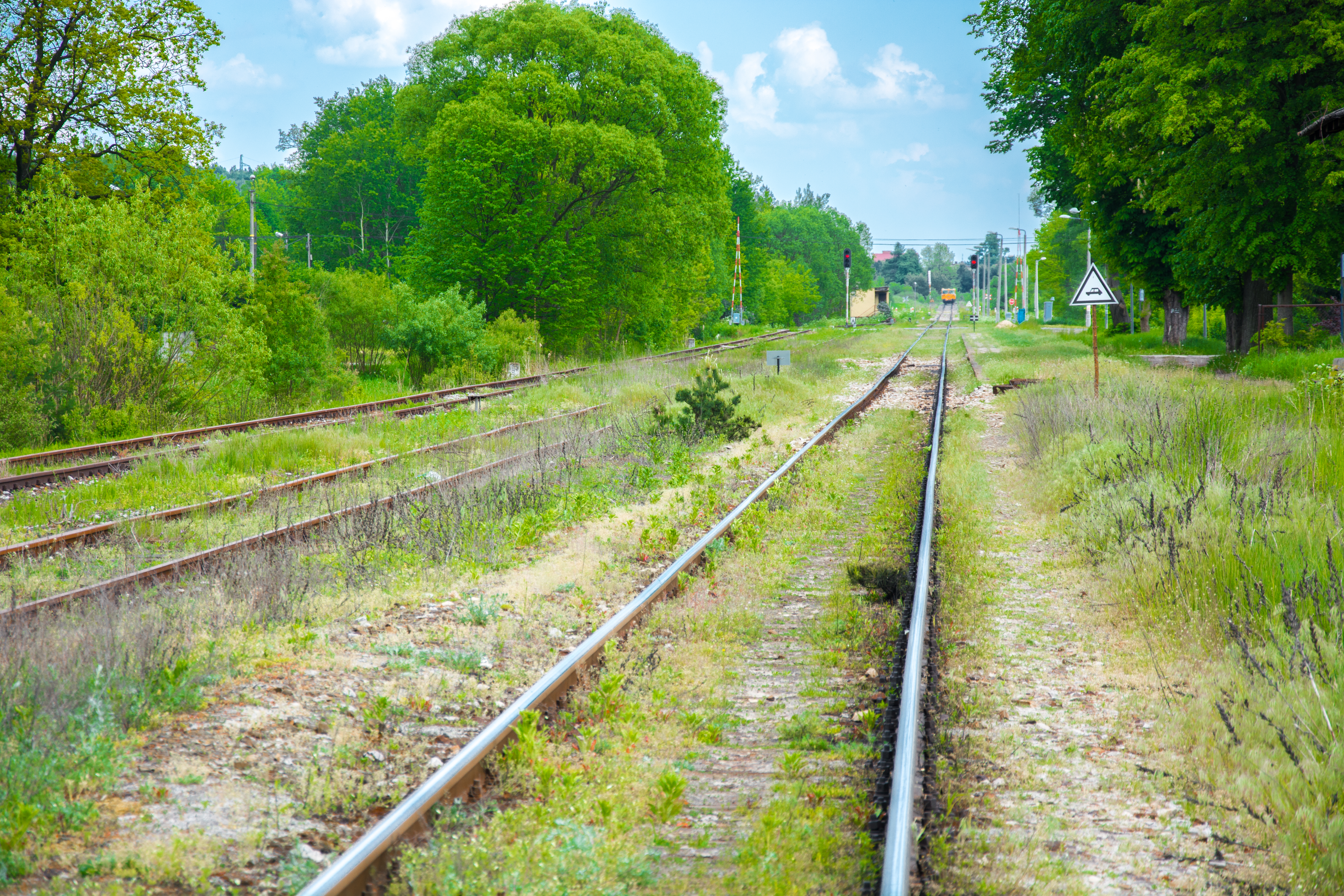
Widok w stronę zachodniej głowicy stacji
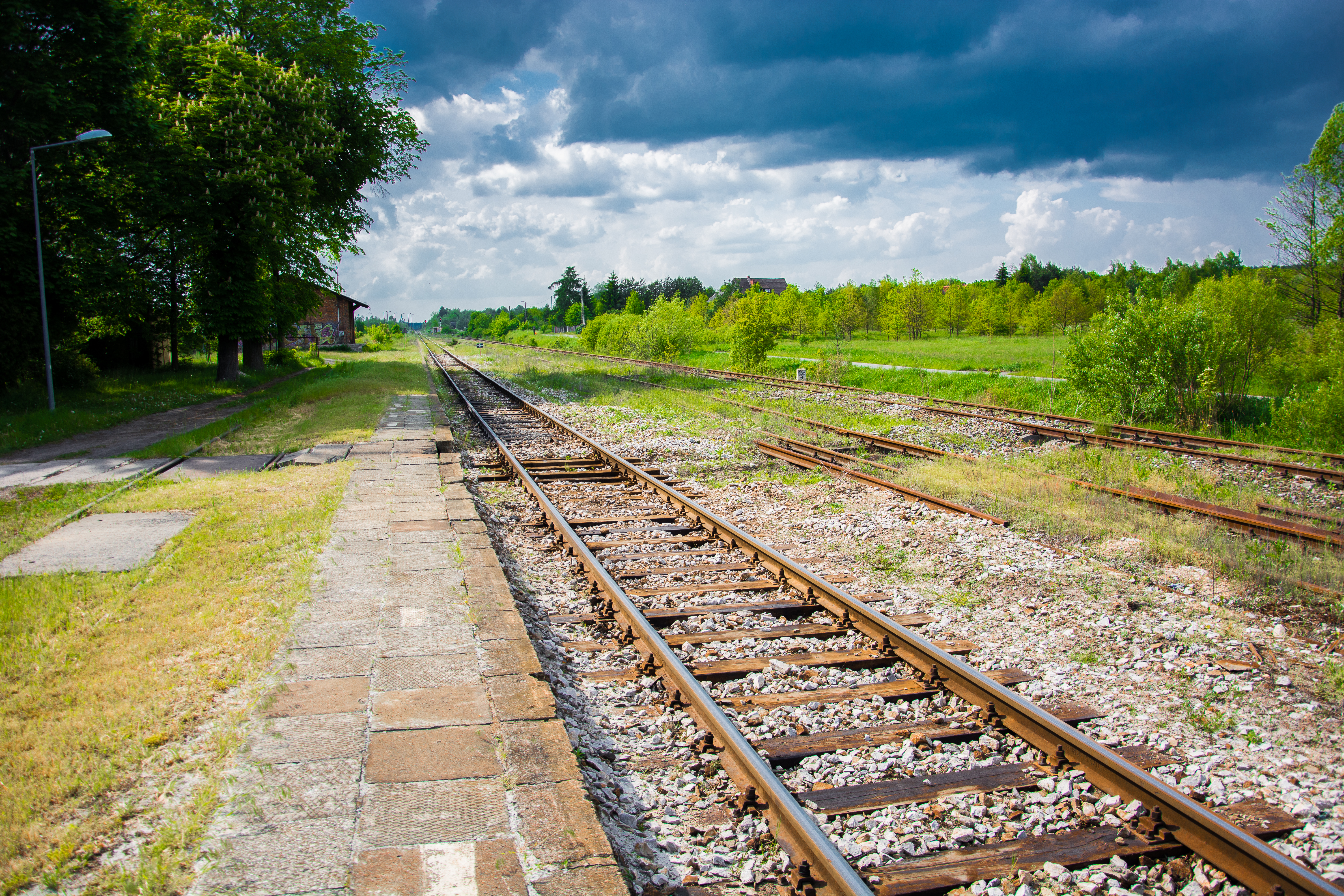
Tor 1 i krawędź peronowa
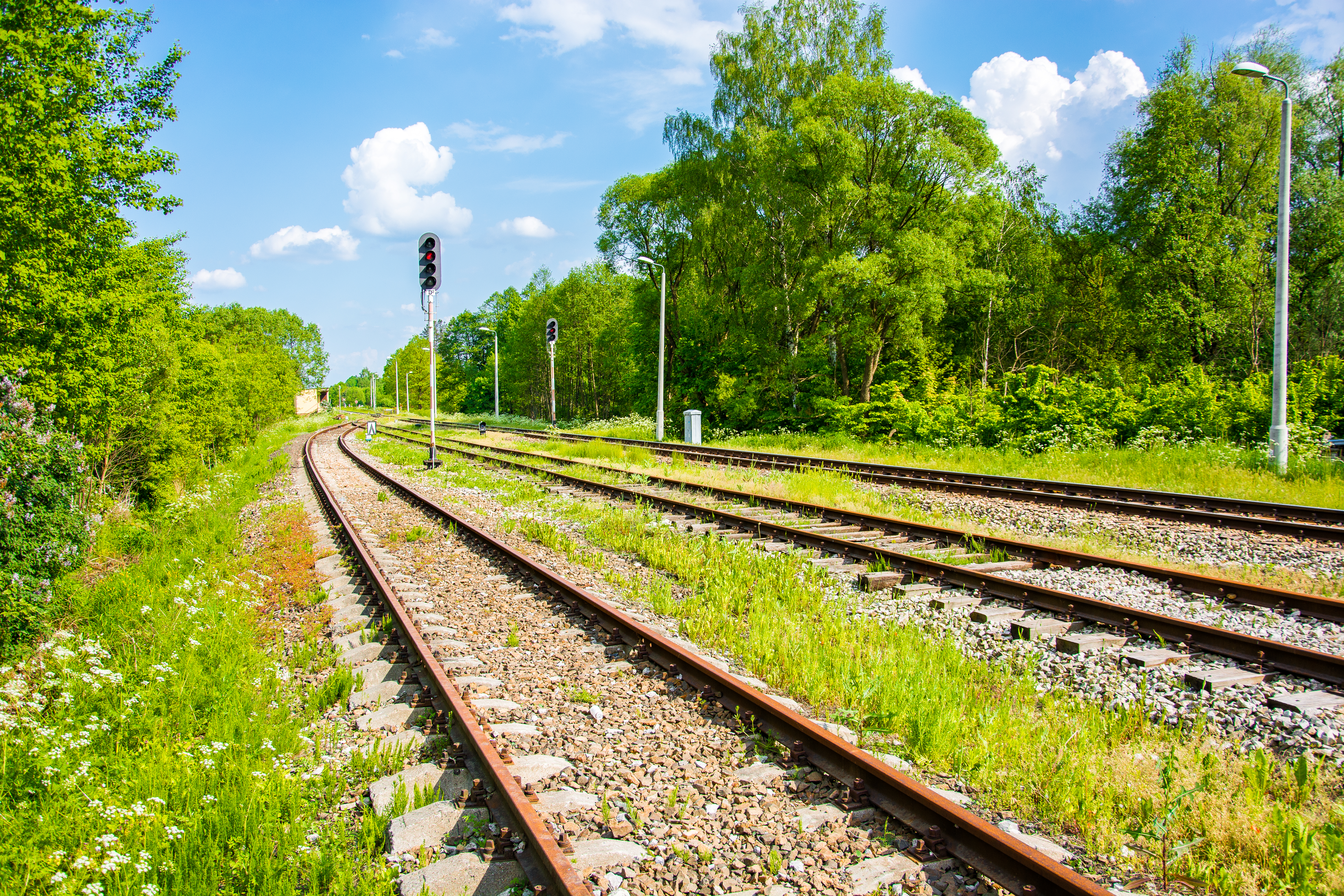
Wschodnia głowica stacji
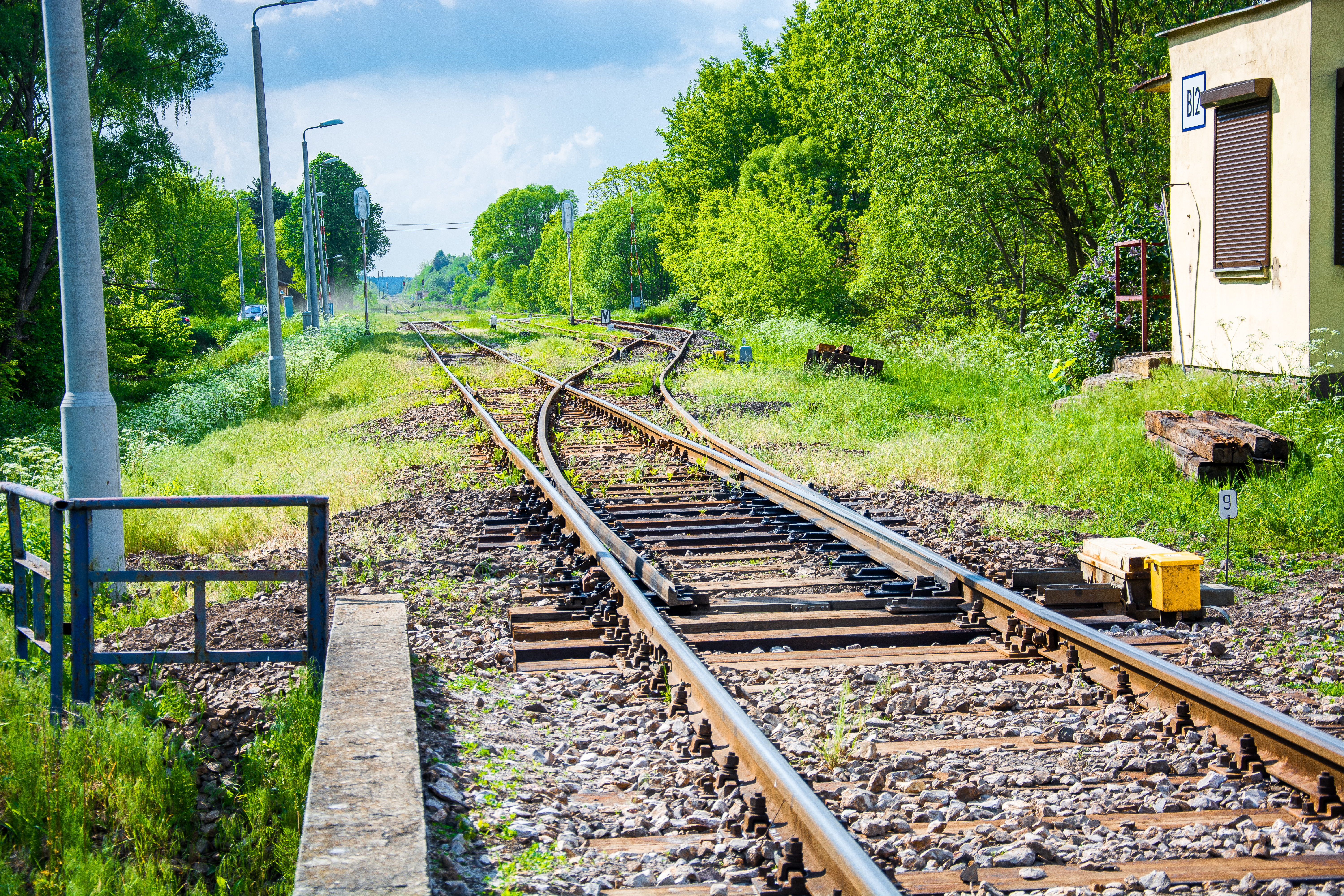
Jeden z elektrycznych rozjazdów, obok nieczynna nastawnia Bl2
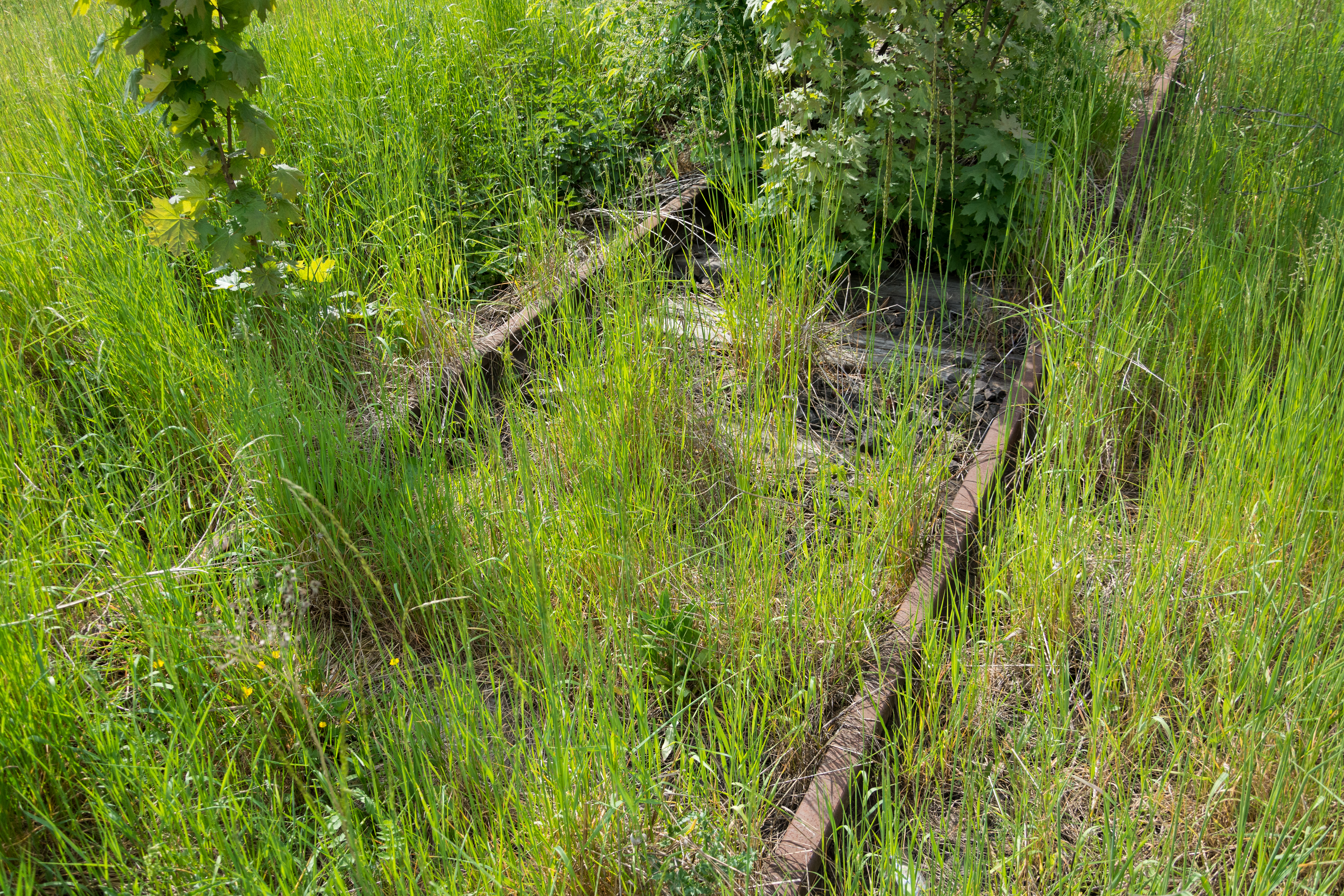
Nieczynny tor przy rampie towarowej
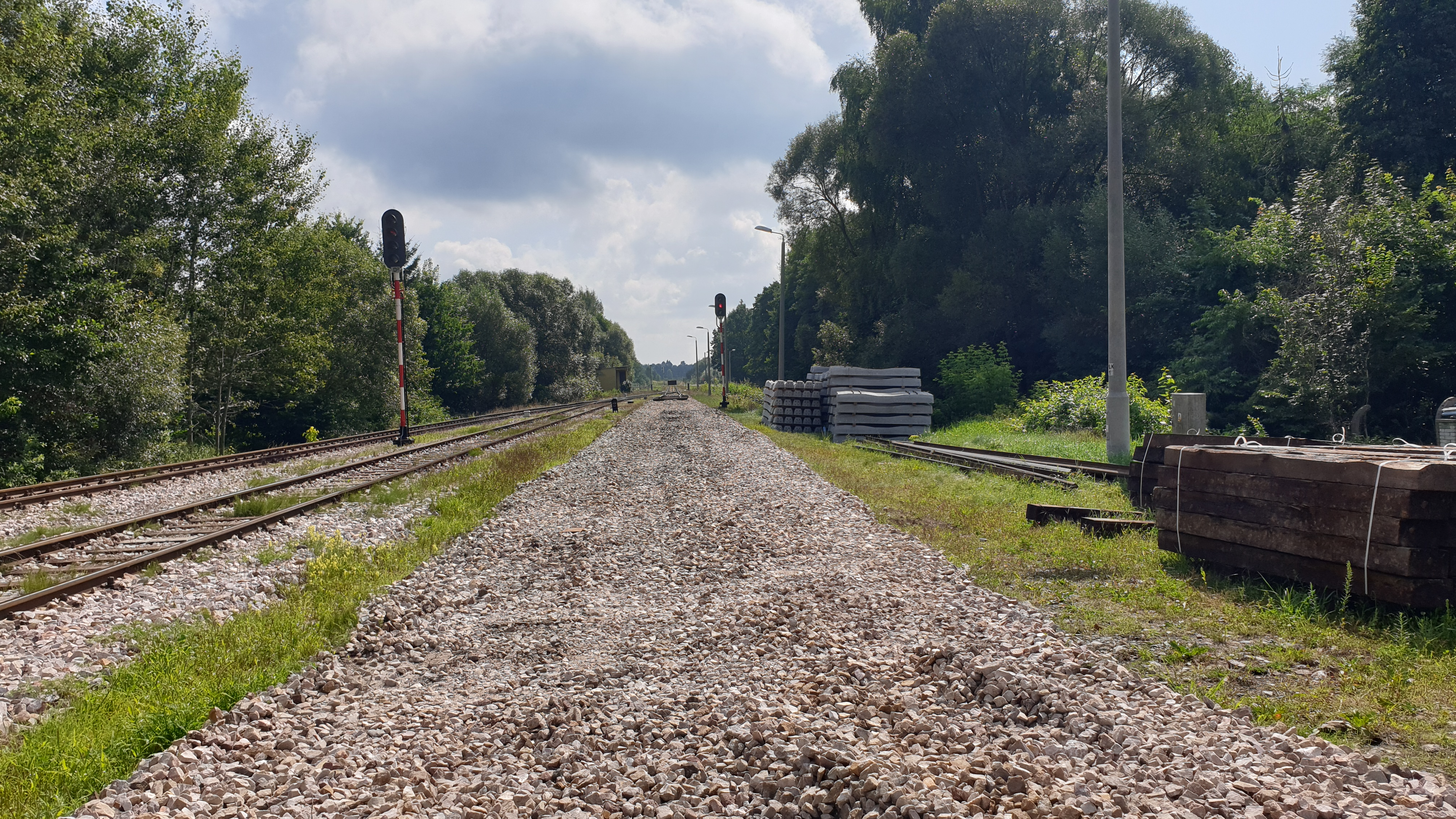
Modernizacja torów w 2021 r.
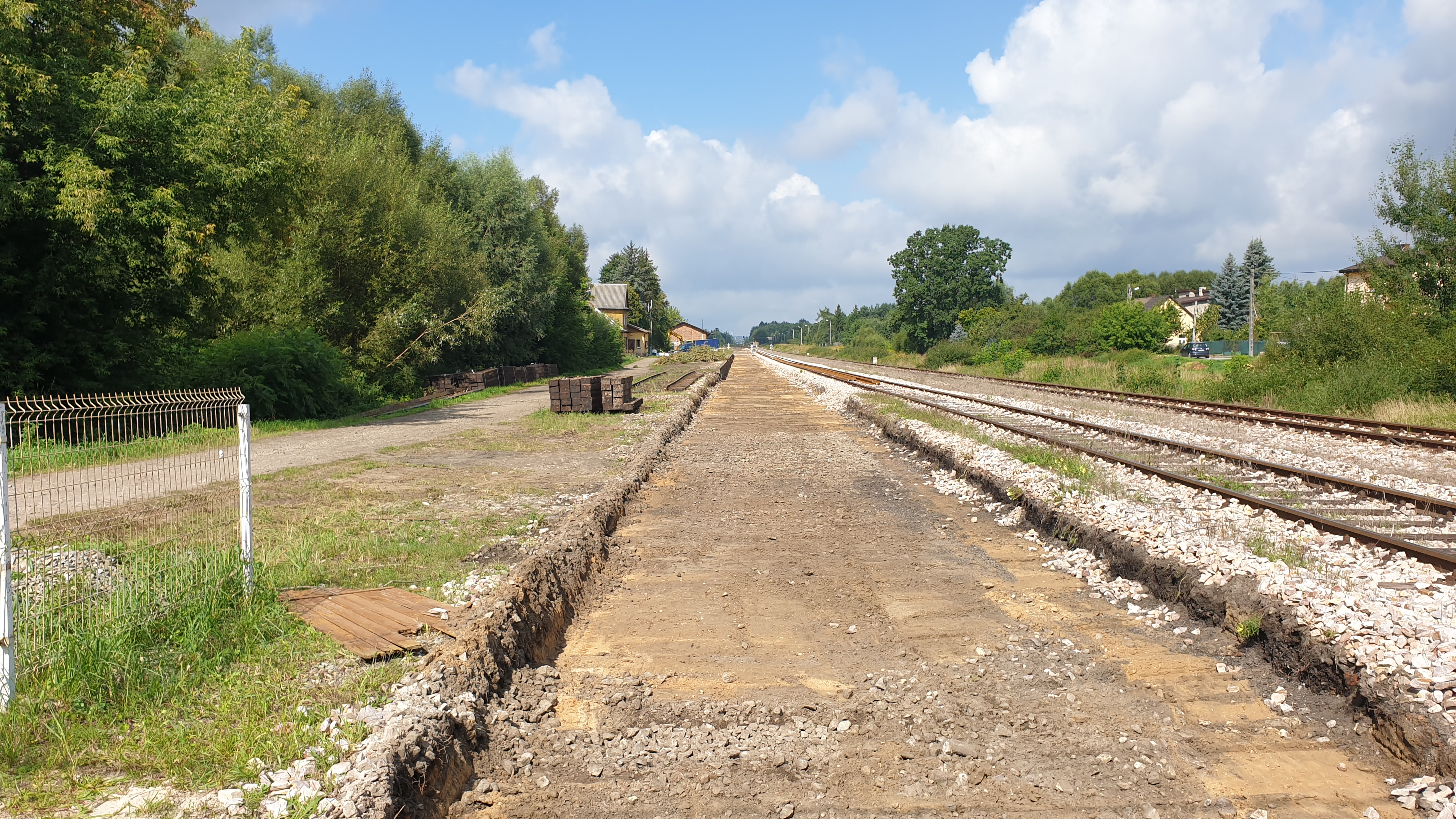
Modernizacja torów w 2021 r.
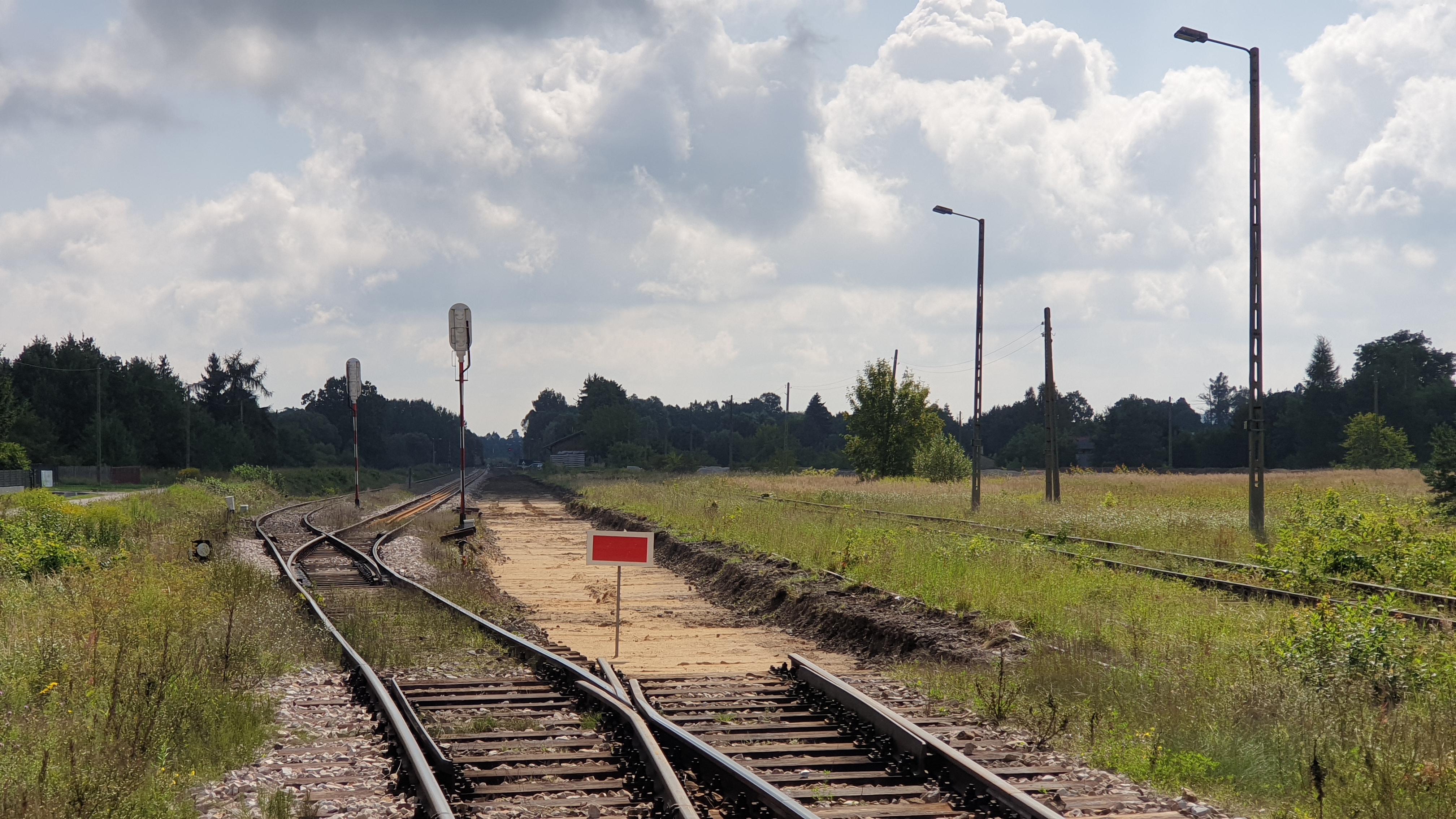
Modernizacja torów w 2021 r.
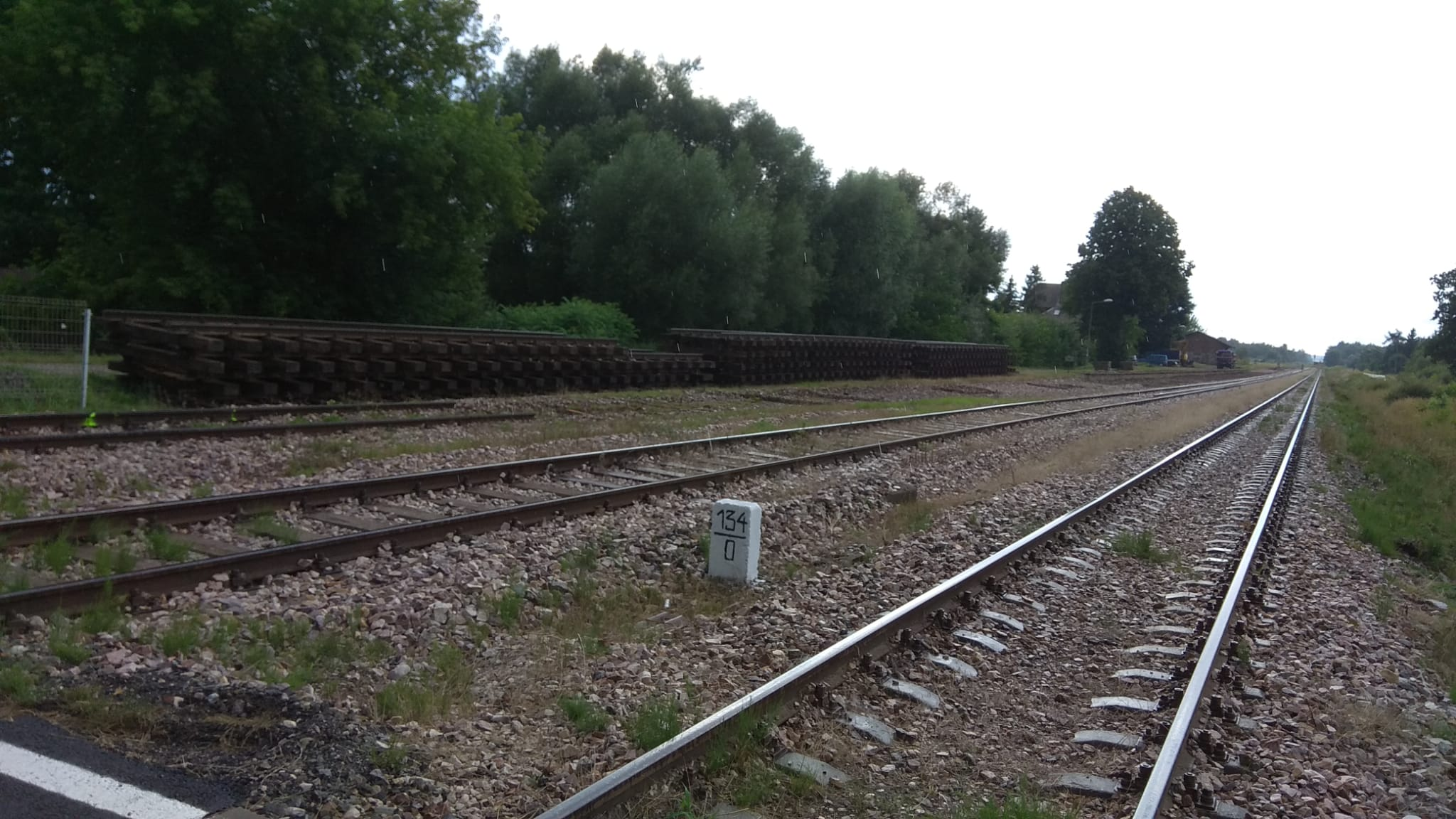
Widok na stację przed modernizacją w 2021
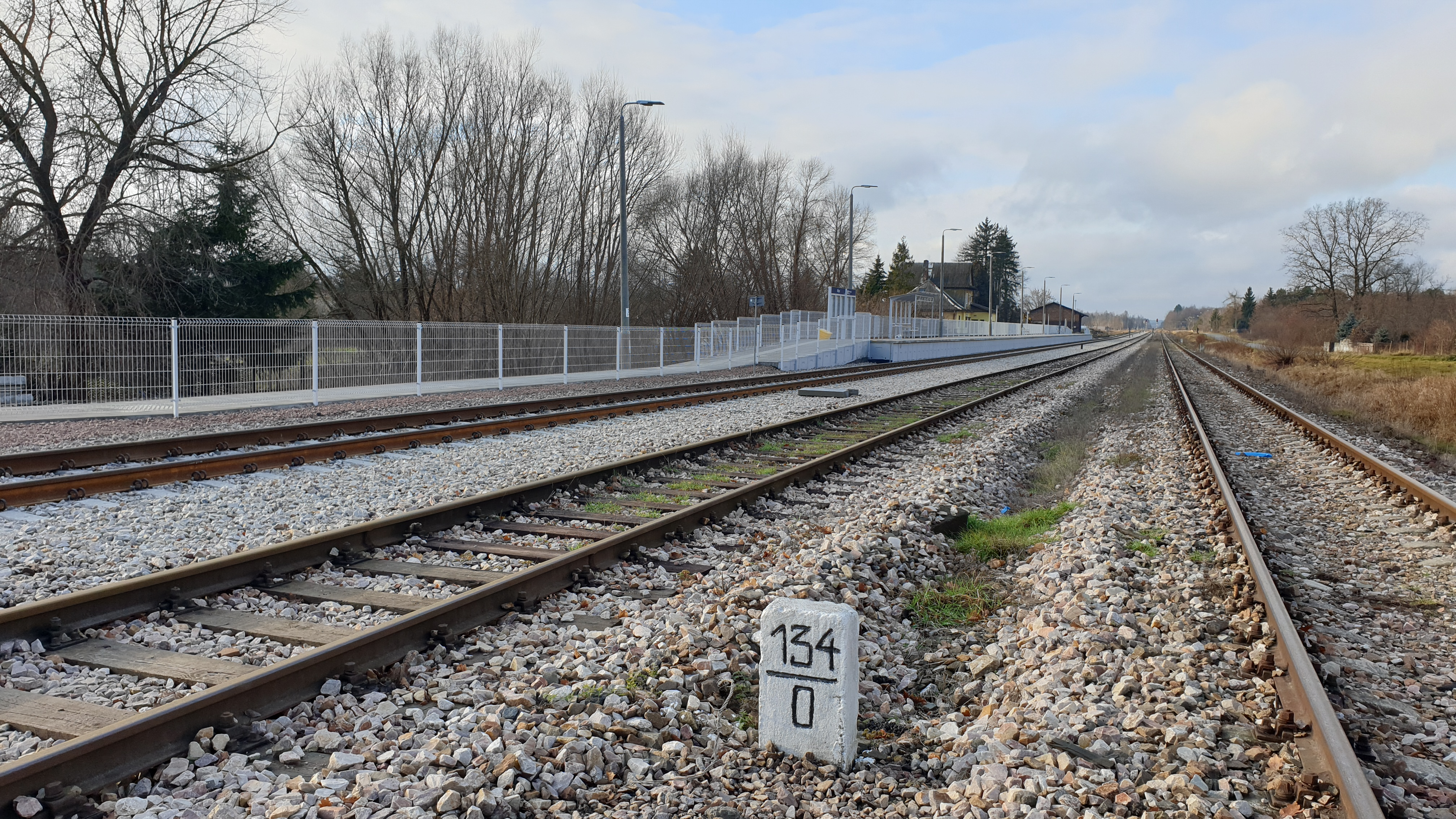
Zmodernizowana stacja, grudzień 2021
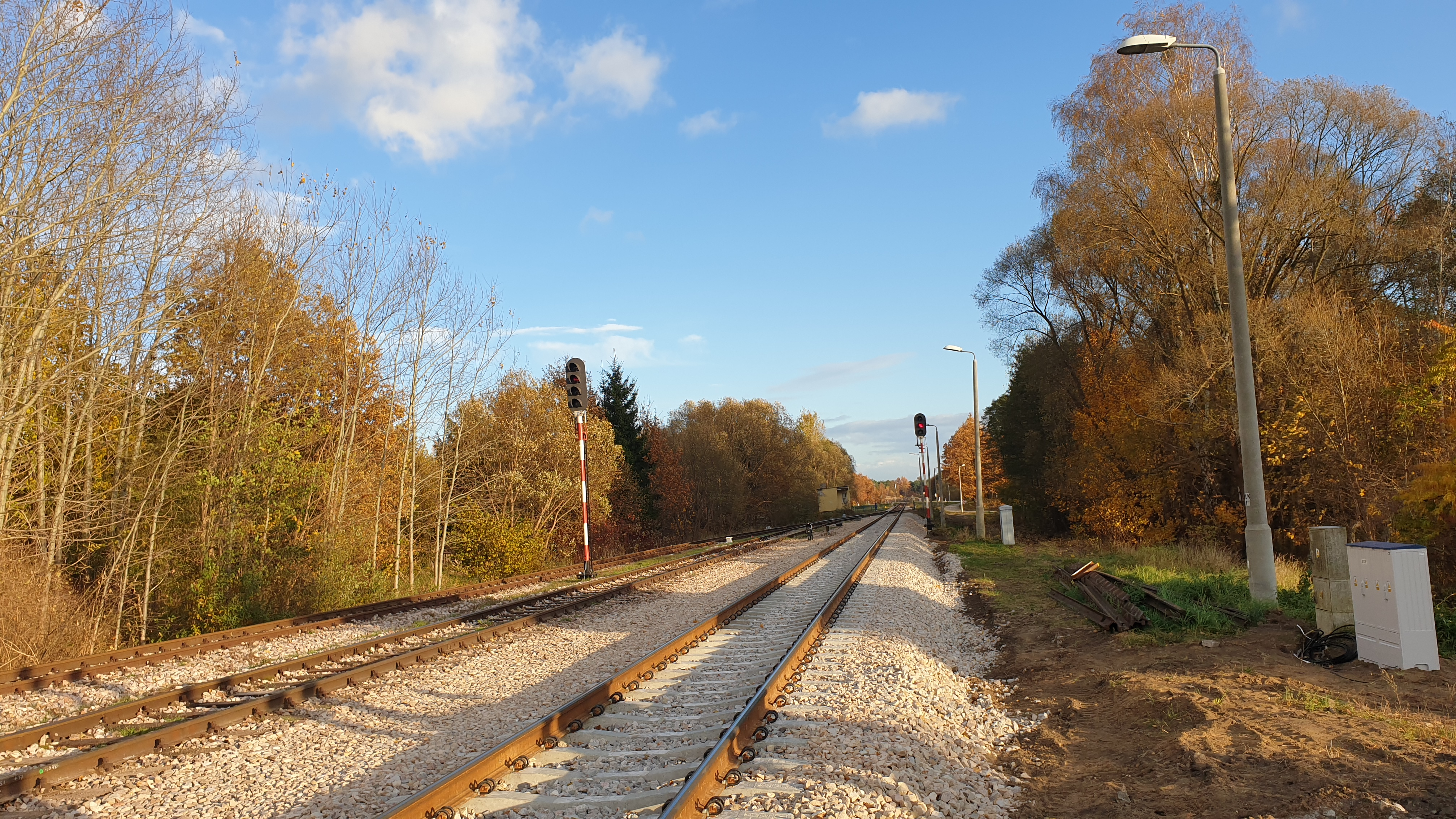
Zmodernizowany tor, grudzień 2021
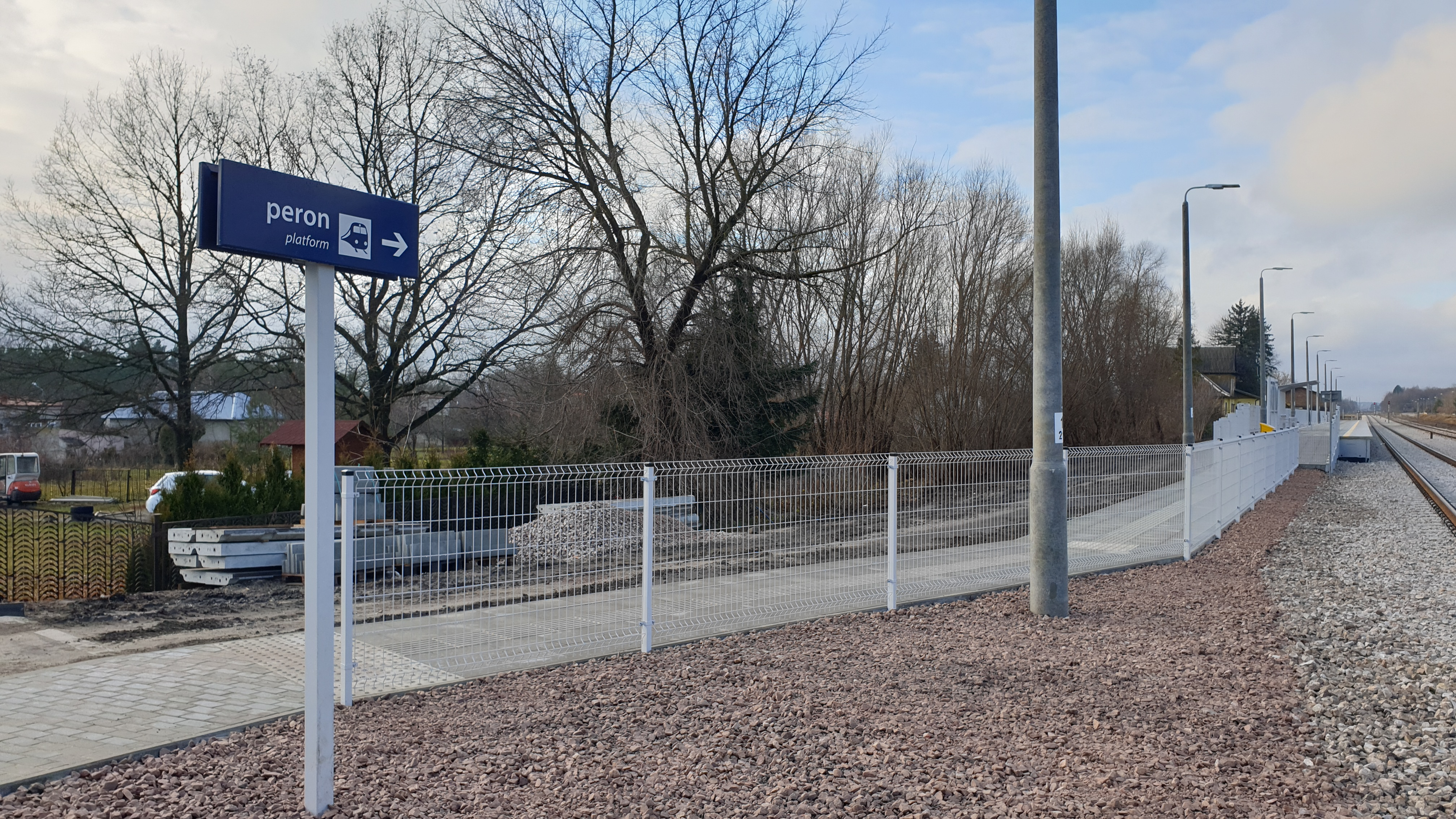
Zmodernizowana stacja, grudzień 2021